# Richard Freiherr von Michel-Raulino

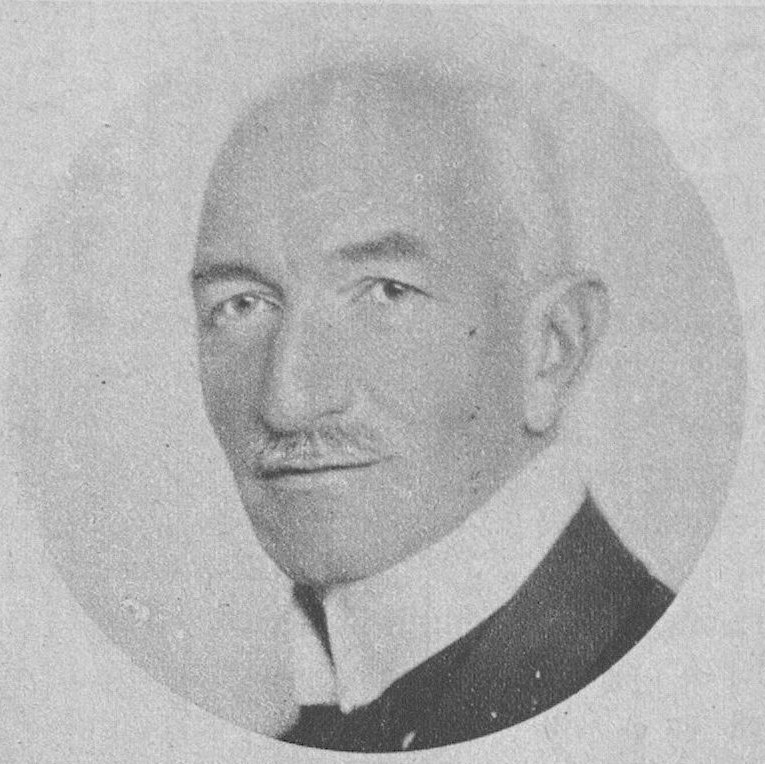
Richard Freiherr von Michel-Raulino, um 1924

Richard Karl Gottlieb Freiherr von Michel-Raulino (* 16. November 1864 in Bamberg; † 16. Mai 1926 in Luzern) war ein deutscher Jurist, Zeitungsverleger, Unternehmer und Kommerzienrat.

## Leben
Richard von Michel-Raulino wurde als Richard Karl Gottlieb Michel als erstes von fünf Kindern der Eheleute Josef Karl Michel (1829–1902) und Marie Schuster (1835–1899) im November 1864 geboren.
1891 heiratete er Marguerite „Lillie“ Ida Prier de Saône (1868–1944). Gemeinsam hatten sie vier Kinder: Lilly von Michel-Raulino (1892–1973), Marie von Michel-Raulino (1893–1978), Richard von Michel-Raulino (1894–1960) und Alfred Willy von Michel-Raulino (1904–1931).
Während sein jüngster Bruder Alfred bereits 1905 als „Johann Peter Freiherr Michel von Tüssling“ in den erblichen bayerischen Adels- und Freiherrenstand erhoben wurde, wurden Richard und sein Bruder Karl „erst“ 1913 unter dem Namen „Freiherr von Michel-Raulino“ immatrikuliert.
1902, mit dem Tod seines Vaters, übernahm er zunächst gemeinsam mit seinem Bruder Karl, kurz darauf eigenständig die Geschäfte der Joh. Pet. Raulino & Comp., einer damals renommierten Rauch- und Schnupftabakfabrik. Im gleichen Jahr erwarb er zudem die Bamberger Tagblatt Zeitung. Als engagiertes Mitglied der Deutschnationalen Volkspartei richtete er die Zeitung nationalkonservativ aus. Nach seinem Tod 1926 verblieb die Zeitung im Besitz der Familie und behielt ihre politische Orientierung bei.
Er wurde u. a. um 1914 in den Aufsichtsrat des Zementwerks Burglengenfeld berufen und er war der Aufsichtsratsvorsitzende der Deutsche Allgemeine Treuhand AG, einer 1919 gegründeten Aktiengesellschaft im Bereich der Wirtschaftsprüfung, Immobilien- und Vermögensverwaltung, die 1980 in die Ernst & Young aufging.
Im Mai 1926 starb Richard von Michel-Raulino und wurde in der Grablege der Familie im Porticus des Bamberger Hauptfriedhofs beigesetzt.

## Vermögensverhältnisse
1914 wurde Richard von Michel-Raulino mit einem Vermögen von 12 Millionen Mark (das 2010 gut 96 Millionen Euro entsprach) an die Spitze der reichsten bayrischen Verleger gelistet.